# Chabane Ouahioune
 (avril 2016).
Si vous disposez d'ouvrages ou d'articles de référence ou si vous connaissez des sites web de qualité traitant du thème abordé ici, merci de compléter l'article en donnant les références utiles à sa vérifiabilité et en les liant à la section « Notes et références ».
Chabane Ouahioune est né le 22 avril 1922 au village de Tassaft-Ouguemoun dans la wilaya de Tizi Ouzou et décédé le 4 avril 2016. Il est écrivain, auteur, avocat et journaliste d'expression française.

## Biographie
Normalien tout comme son père, Chabane OUAHIOUNE a vécu toutes les années de la guerre de libération nationale au sein de son village natal en étant un authentique patriote algérien en cotisant pour la révolution et en aidant ses concitoyens.
Il fut mobilisé lors de la seconde guerre mondiale avant de terminer ses études à l’école normale de Bouzaréah et participa à la libération de la France. Démobilisé en 1946, il a pu terminer sa dernière année la même école de Bouzaréah. Après l’obtention du bac, il démissionne de l’enseignement pour rentrer à la faculté de droit d’Alger pour devenir avocat par la suite. Durant la guerre de libération, il avait exercé comme instituteur vu l'interdiction prônée par le FLN aux avocats algériens de s’en remettre à la justice française.
Il quitte le village pour la France en 1963 pour instruire ses enfants. Il était resté durant 20 ans en Indre et Loire où il a travaillé dans le contentieux des assurances des hôpitaux. L’idée d’écrire son premier livre est née quand il avait pris la décision de rentrer au pays. Son premier roman « La maison au bout des champs » a été édité en 1979 par l’ex Société Nationale d’Editions et de Diffusion (SNED). Le roman ayant été bien reçu par la presse, il décide de rentrer au pays en 1980. Il avait officié par la suite à la SNED en tant que lecteur-correcteur.
Chabane OUAHIOUNE  était un amoureux de la nature qu’il ne pouvait dissocier de sa vie. Il était aussi un grand chasseur qui aimait arpenter tous les ravins à dix kilomètres alentour de sa maison. Il aimait l’agriculture noble. Tailler les arbres fruitiers et les greffer étaient sa passion préférée. Dans sa musette de chasseur, il y avait toujours une petite scie pour la greffe. Un pied d’olivier sauvage ou de merisier qui mérite d’être greffé, ne peut lui échapper.
Durant les dernières années de sa vie, Chabane OUAHIOUNE  avait préféré troquer sa plume contre la terre nourricière. Il avait arrêté l’écriture pour retrouver ses promenades et ses travaux dans les champs. Il considérait qu’il était plus agréable et plus facile pour lui de descendre à la rivière, de greffer, de piocher un peu, et de s’allonger au soleil et à l’ombre selon les jours que d’écrire. 

## Littérature
Chabane OUAHIOUNE  est un écrivain qui use d’une écriture simple et lisible pour tous. La littérature, c’était sa vie. Il lisait beaucoup et tient la passion de l’écriture de son père Mohand-Améziane, directeur d’école à l’époque, qui lui avait fait aimer la lecture et l’obligeait à lire et à lui expliquer ce qu'il avait lu dans le détail. Son père écrivait déjà dans « La Voix des humbles », revue des instituteurs indigènes de l’époque et signait sous le pseudonyme de Wah Young pour ne pas être reconnu.
Il est l'auteur de nombreux ouvrages sur la Kabylie et son village natal. Son œuvre est constituée de sept romans dont "La maison au bout des champs", "Ce mal des siècles", "Tiferzizwith ou le parfum de la mélisse", "Les conquérants au Parc Rouge", et d’une longue série de chroniques publiées dans les quotidiens nationaux.
Ces chroniques, qu’il choisissait librement, lui ont permis de préciser, de compléter, de renforcer (sans le dire) certains passages de ses livres où il ne pouvait trop insister sans nuire au suivi de son texte. Ainsi, il a pu présenter des personnages curieux et sérieux, décrire des scènes de fêtes, exposer des pensées intimes, expliquer des mots de philosophes et de grands hommes. Il avait développé des adages de chez nous. Il avait pu y décrire longuement des sites entrevus dans ses œuvres : « Mon ruisseau », « L'olivier bossu » « La route de Granite », « Nos frères », « Le mensonge de l'étoile », « Billet de retour » etc.
Ces chroniques lui permirent aussi de prospecter librement, presque de façon anarchique, les recoins des cœurs des hommes, les remous de leur conscience, la variété des splendeurs naturelles. Grâce à elles, il a pu vagabonder à travers les siècles pour y puiser des vérités éternelles et des errements humains tout aussi éternels. Il a tenu, de plus, à retrouver des exemples de grandes qualités des hommes : noblesse, courage, compassion.
De la fin des années 1970 à l’orée des années 1990, Chabane OUAHIOUNE  n’a cessé de scruter les turbulences de son pays, de peindre la beauté de ses paysages, la rigueur de ses traditions et de dire, le verbe simple et clair, l’attachement viscéral à la terre natale dont il s’est fait le héraut. Il raconte, encore une fois, mais différemment, cette terre algérienne nourrie du sang des martyrs.
Il a touché également, dans ses écrits, aux problèmes de l’émigration avec la délicatesse de l’humaniste qu’il était.
Chabane OUAHIOUNE est également l'auteur d'un récit sur la guerre de libération nationale à travers le parcours d'un maquisard. Le livre est intitulé «Itinéraires brûlants». En outre, il a publié un ouvrage dont le thème est le racisme. Ce livre porte pour titre «Ce mal des siècles».
Son écriture est volontairement simple. Pour lui, un roman est destiné à reposer l’esprit, à le décongestionner, surtout à l’époque où le stress nous malmène constamment. Le plaisir de lire doit être trouvé dans ses livres. Il affirme s'exprimer le plus normalement du monde sciemment, pour ne pas lasser le lecteur, le faire suer et l'obliger à consulter le dictionnaire à toutes les pages. Son objectif est de toucher la majorité de gens simples, modérément instruits et non aux rares savants qui n’ont nul besoin de ses lumières. Il écrivait tout net, en évitant toute recherche d’effet littéraire. 
Son désir n’était pas la littérature qui suppose des expressions d’érudits, des styles étudiés et une élaboration complexe des textes. Comme telle, elle ne peut viser qu’une minorité de grands intellectuels. La lecture est, pour lui, un délassement ; même une lecture instructive où l’on apprend quelque chose doit être facile à désirer.
Les romans de Jean Giono étaient ses livres de chevet préférés qu’il aimait tellement lire car lui aussi écrivait de manière facile.
Sa rencontre avec Mouloud MAMMERI remonte à l’année 1946 quand il avait loué, avec l’un de ses amis, une chambre à l’hôtel National, à Alger sis au carrefour de la rue Larbi BEN M'HIDI (ex d'ISLY) et la rue Rovigo où Mouloud MAMMERI  y avait loué lui aussi sa chambre. C’est un épisode de sa vie qui l’a encouragé à écrire et qu’il aimait raconter à chaque fois que l'occasion se présentait.
Mouloud MAMMERI était professeur à Ben-Aknoun. Il aimait cuisiner et aimait surtout préparer du thé à toute heure quand il écrivait. Après avoir fait connaissance, il l’invitait à dîner, et à déguster son thé. À chaque fois qu’il terminait un chapitre de son manuscrit, Mouloud MAMMERI  le lui soumettait en lui disant « Lis-le sérieusement et fais-moi un rapport sur ce que tu en penses ». Il avait été ainsi le premier à lire, en manuscrit avec l’encre toute fraîche encore, l'un des plus beaux romans écrits par un auteur algérien. Il s'agit de «La colline oubliée».
Chabane OUAHIOUNE  fait partie d'une génération d'écrivains ayant eu la chance et le privilège d'avoir pu être publié sous l'égide des maisons d'éditions étatiques qui étaient la Société Nationale d’Editions et de Diffusion (SNED) et l'Entreprise Nationale du Livre (ENAL).
Son œuvre a fait l’objet d’une thèse à l’université d’Alger intitulée “Littérature algérienne d’expression française : espace algérien et réalisme romanesque des années 1980”. Cette thèse a mis en lumière, dans un sous-chapitre, toute l’importance littéraire de son œuvre, et ce, à travers plusieurs aspects, tels que la symbiose des hommes et de la terre, la montagne comme refuge mais incapable de retenir ses enfants, l’exil, ses raisons et ses effets sur les hommes
Ses romans ne sont plus réédités depuis la disparition des éditions d’État (la SNED puis l’ENAL). Les offres des autres maisons d’éditions ne l’ont jamais intéressées.
Chabane OUAHIOUNE, qui s'est toujours ressourcé dans sa terre natale et dans ses paysages féériques blottis au pied du Djurdjura, n'a pas cessé d'écrire jusqu'à ce qu'il ait bouclé ses quatre vingt dix ans. Son dernier roman «L'aigle du Rocher» a été édité chez l’Entreprise nationale des Arts Graphiques (ENAG) en 2012.
Ce sont ses petits-enfants qui, nés en France et ne connaissant pas bien la Kabylie, lui ont demandé d’écrire pour leur faire connaître la Kabylie. Ne pouvant pas leur faire une description classique de la région, il a alors imaginé l’histoire d'un aigle du Djurdjura qui plane, se bagarre avec d’autres rapaces, agrippe des marcassins, des lièvres ; qui voyage, qui connaît les villages, les rivières, les routes. Il le fait parler comme un être humain. Il le fait parler avec d’autres oiseaux, d’autres animaux, le chacal, le sanglier…

## Œuvres
- La maison au bout des champs
- Les conquérants au parc rouge
- Tiferzizouith ou le parfum de la mélisse
- Parmi les collines invaincues
- Ce mal des siècles
- Itinéraires brûlants (récits faits par Said Akrour)
- Randonnées avec Ait-Menguellet
- L'aigle du rocher

## Décorations
- Achir de l'ordre du Mérite national d'Algérie.